# C21H27NO3
化学式C21H27NO3（摩尔质量：341.45 g/mol）可以指：
- 普罗帕酮，CAS号：54063-53-5
- 25O-NBcP，CAS号：2865186-10-1

|  | 这个同类索引页列出了具有相同分子式的化学物（即同分異構體）条目。 除非您是有意链接至本页，否则应将相应条目的内部链接指向正确的条目。 |